# Mark Geiger

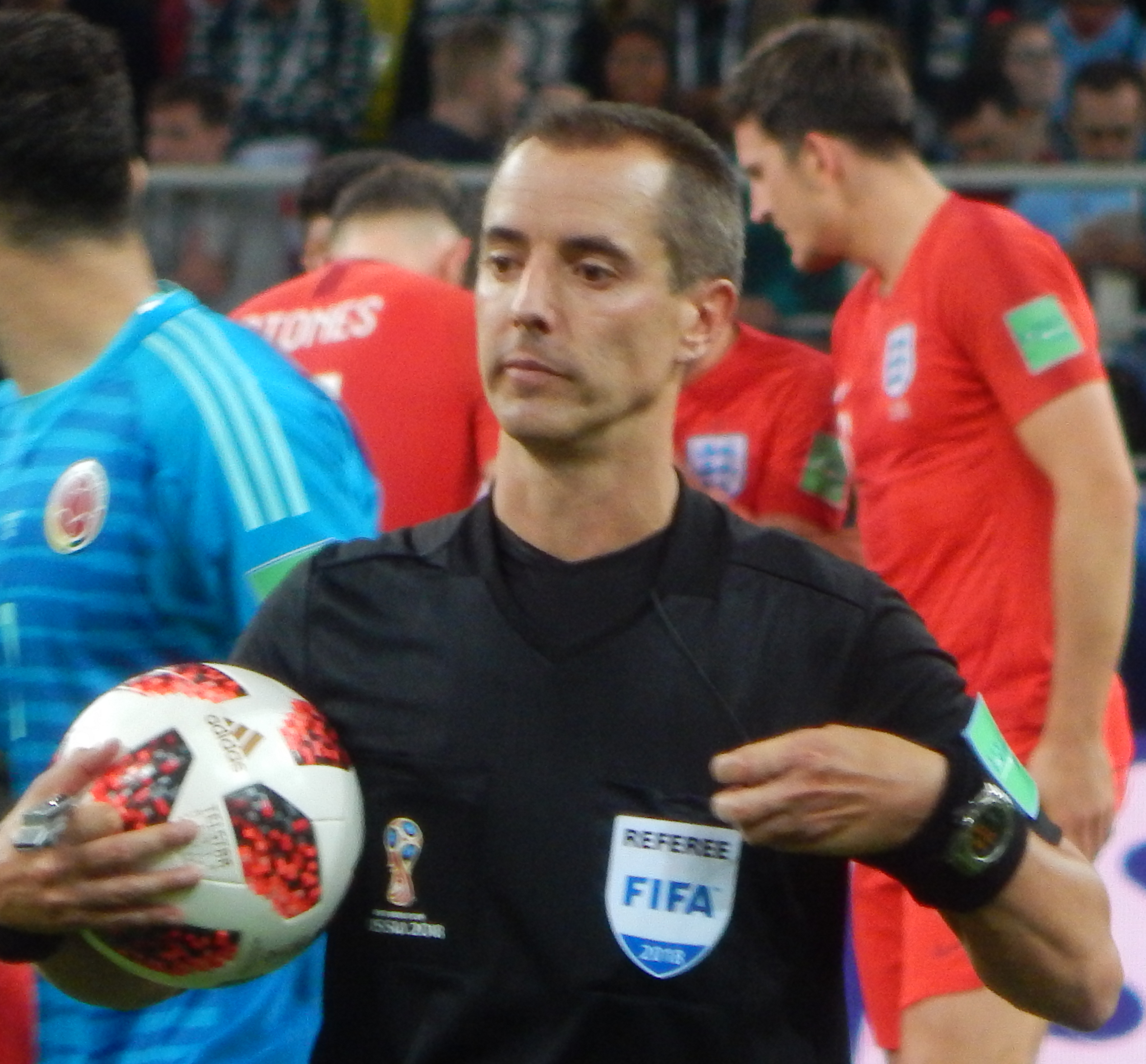
Mark Geiger (2018)

Mark Geiger (* 25. August 1974 in Beachwood, New Jersey) ist ein US-amerikanischer Fußballschiedsrichter für die Professional Referee Organization. Er leitet Spiele in der nordamerikanischen Major League Soccer. Neben der Schiedsrichtertätigkeit arbeitet Geiger als Mathematiklehrer.

## Karriere
Geiger ist seit 1988 Schiedsrichter. 2003 wurde er ein nationaler Schiedsrichter der United States Soccer Federation und wird seit 2004 in der MLS eingesetzt. Seit seiner Ernennung zum FIFA-Schiedsrichter 2008 wird er bei Turnieren der CONCACAF wie dem Gold Cup und anderen internationalen Wettbewerben eingesetzt. 2011 wurde er für die CONCACAF U-20-Meisterschaft ausgewählt und leitete dort das Finale. Im selben Jahr wählte ihn die FIFA für die U-20-Weltmeisterschaft aus, wo er in zwei Vorrundenspielen, einem Achtelfinale und dem Finale angesetzt wurde. Außerdem wurde er 2011 zum MLS Schiedsrichter des Jahres gewählt. Mit den Olympischen Spielen 2012 und der Klub-WM 2013 folgten zwei weitere internationale Turniere, in denen Geiger Spiele leitete. Am 14. Januar 2014 wurde Geiger von der FIFA-Schiedsrichterkommission für die Fußball-Weltmeisterschaft 2014 berufen. Er vertrat dabei die CONCACAF zusammen mit Joel Aguilar aus El Salvador und Marco Antonio Rodríguez Moreno aus Mexiko. Geiger leitete zwei Partien der Gruppenphase sowie ein Achtelfinale.
Er wurde von der FIFA als einer von 9 Schiedsrichtern für den FIFA-Konföderationen-Pokal 2017 in Russland nominiert.
Bei der Fußball-Weltmeisterschaft 2018 wurde Geiger als Schiedsrichter und Video-Assistent eingesetzt.

### Einsätze bei der Fußball-Weltmeisterschaft 2014
| Phase        | Datum         | Spielort       | Heimmannschaft | Gastmannschaft | Ergebnis  |
| ------------ | ------------- | -------------- | -------------- | -------------- | --------- |
| Gruppenphase | 14. Juni 2014 | Belo Horizonte | Kolumbien      | Griechenland   | 3:0 (1:0) |
| Gruppenphase | 18. Juni 2014 | Rio de Janeiro | Spanien        | Chile          | 0:2 (0:2) |
| Achtelfinale | 30. Juni 2014 | Brasília       | Frankreich     | Nigeria        | 2:0 (0:0) |

### Einsätze beim FIFA Konföderationen-Pokal 2017
| Phase        | Datum         | Spielort         | Heimmannschaft | Gastmannschaft | Ergebnis  |
| ------------ | ------------- | ---------------- | -------------- | -------------- | --------- |
| Gruppenphase | 19. Juni 2017 | Sotschi          | Australien     | Deutschland    | 2:3 (1:2) |
| Gruppenphase | 24. Juni 2017 | Sankt Petersburg | Neuseeland     | Portugal       | 0:4 (0:2) |

### Einsätze bei der Fußball-Weltmeisterschaft 2018
| Phase        | Datum         | Spielort | Heimmannschaft | Gastmannschaft | Ergebnis                        |
| ------------ | ------------- | -------- | -------------- | -------------- | ------------------------------- |
| Gruppenphase | 20. Juni 2018 | Moskau   | Portugal       | Marokko        | 1:0 (1:0)                       |
| Gruppenphase | 27. Juni 2018 | Kasan    | Südkorea       | Deutschland    | 2:0 (0:0)                       |
| Achtelfinale | 3. Juli 2018  | Moskau   | Kolumbien      | England        | 1:1 n. V. (1:1, 0:0), 3:4 i. E. |

## Weitere Beschäftigung
Geiger unterrichtet Mathematik an der Lacey Township High School in Lanoka Harbour, New Jersey. Er war unter 103 Empfängern eines Preises für herausragende Lehre in Mathematik und Naturwissenschaften im Jahre 2009.